# Siphanthera
Siphanthera é um género botânico pertencente à família Melastomataceae.
1. ↑  «Siphanthera — World Flora Online». www.worldfloraonline.org. Consultado em 19 de agosto de 2020